# دراق سمي متعدد العقيدات
الدُرَاق السمي متعدد العقيدات (بالإنجليزية: Toxic multinodular goiter)‏ (TMNG) أو (بالإنجليزية: multinodular toxic goiter)‏ (MNTG) أو داء بلامر (بالإنجليزية: Plummer disease)‏ هي ضخامة درقية متعددة العقد مرتبطة بفرط نشاط الغدة الدرقية. تعتبر سبب شائع لفرط نشاط الغدة الدرقية  إذ يحدث إنتاج زائد لهرمونات الغدة الدرقية من عقيدات درقية مستقلة وظيفياً، والتي لا تتطلب تحريض من الهرمون الموجه للغدة الدرقية (TSH).
تعد سبباً شائعاً لفرط نشاط الغدة الدرقية إذ يحدث زيادة في إنتاج هرمونات الغدة الدرقية من عقد درقية ذاتية النشاط، والتي لا تتطلب تنبيه من قبل الهرمون المنبه للغدة الدرقية (TSH).
يعد الدراق السمي متعدد العقيدات السبب الثاني الأكثر شيوعاً لفرط نشاط الغدة الدرقية (بعد داء جريفز) في العالم المتقدم، بينما يعد عوز اليود السبب الأكثر شيوعاً لقصور الغدة الدرقية في بلدان العالم النامي، إذ يؤدي عوز اليود إلى انخفاض إنتاج هرمونات الغدة الدرقية. ومع ذلك، يمكن أن يسبب نقص اليود دُراق (تضخم الغدة الدرقية). تشمل عوامل الخطر للإصابة بالدراق السمي متعدد العقيدات الأفراد الذين تزيد أعمارهم عن 60 عاماً وخاصة الإناث.

## العلامات والأعراض
تتشابه أعراض الدراق السمي متعدد العقيدات مع أعراض فرط نشاط الغدة الدرقية، التي تتضمن: عدم تحمل الحرارة، ضعف/هزال العضلات، فرط النشاط، إعياء، رعاش، التهيج، فقدان الوزن، هشاشة العظام، نهام، تضخم الغدة الدرقية غير المؤلم (تورم الغدة الدرقية)، تسرع القلب (أكثر من 100 نبضة في الدقيقة أثناء الراحة عند البالغين)، انضغاط الرغامى.

## الأسباب
تسلسل الأحداث لآلية حدوث الدراق السمي متعدد العقد:
1. يؤدي نقص اليود إلى انخفاض إنتاج التيروكسين T4.
2. يتحرض فرط تنسج خلايا الغدة الدرقية بسبب انخفاض مستويات T4. يفسر هذا ظهور تضخم الغدة الدرقية متعدد العقيدات.
3. تؤدي زيادة التكاثر المتكرر إلى خطر حدوث طفرة في مستقبلات  TSH.
4. إذا كان مستقبل TSH المتحور نشطاً بشكل أساسي، فسيصبح عندئذ (ساماً) وينتج فائضاً من T3/T4  مؤدياً لفرط نشاط الغدة الدرقية.

## العلاج
يمكن علاج الدراق السمي متعدد العقيدات باستخدام الأدوية المضادة للغدة الدرقية مثل بروبيل ثيوراسيل أو ميثيمازول أو اليود المشع أو بالجراحة. أما الخيار العلاجي الآخر هو حقن الإيثانول في العقيدات.

## تاريخياً
اختلف استخدام المصطلحات لأنواع تضخم الغدة الدرقية (الدراق) خلال القرن الماضي. يميل الأطباء والجراحون إلى التفريق بين تضخم الغدة الدرقية أحادي العقيدة وتضخم الغدة الدرقية متعدد العقيدات وتضخم الغدة الدرقية غير العقدي، بشكل أساسي في العقود الأخيرة. وهكذا فإن بعض المصادر قد وصفت -أو ما زالت تصف- الغدوم (الورم الغدي) الدرقي (الغدوم السام) كمرادف للدراق السمي متعدد العقيدات، ولكن هناك مصادر أخرى تفرق بين هذين المرضين على أنهما مرض وحيد العقيدة مقابل مرض متعدد العقيدات (على التوالي) من الناحية الإمراضية التي من المحتمل أن يختلفا بها في معظم الحالات (على سبيل المثال، نسيلة خلية ورمية وحيدة مقابل تغير استقلابي جزيئي منتشر أو متعدد البؤر). استخدمت المسميات الطبية داء بلامر (الذي سمي على اسم الطبيب الأمريكي هنري ستانلي بلامر) وداء باري (سمي على اسم الطبيب الإنجليزي كاليب هيلير باري) للإشارة إلى الدراق السمي متعدد العقيدات والغدوم الدرقي السام والدراق المنتشر السمي (داء غريفز)؛ لا تكون الحالة دائماً محددة في كل مريض خاصة في الأدبيات القديمة. يعد هذا أمراً منطقياً نظراً لأن التصوير الطبي المتقدم الذي يمكن أن يُظهر النسيج الدرقي داخل الشخص الحي (مثل التصوير النووي الذي يتتبع قبط اليود المشع) لم يكن متاحاً إلا بعد الأربعينيات.